# Metal de espejos

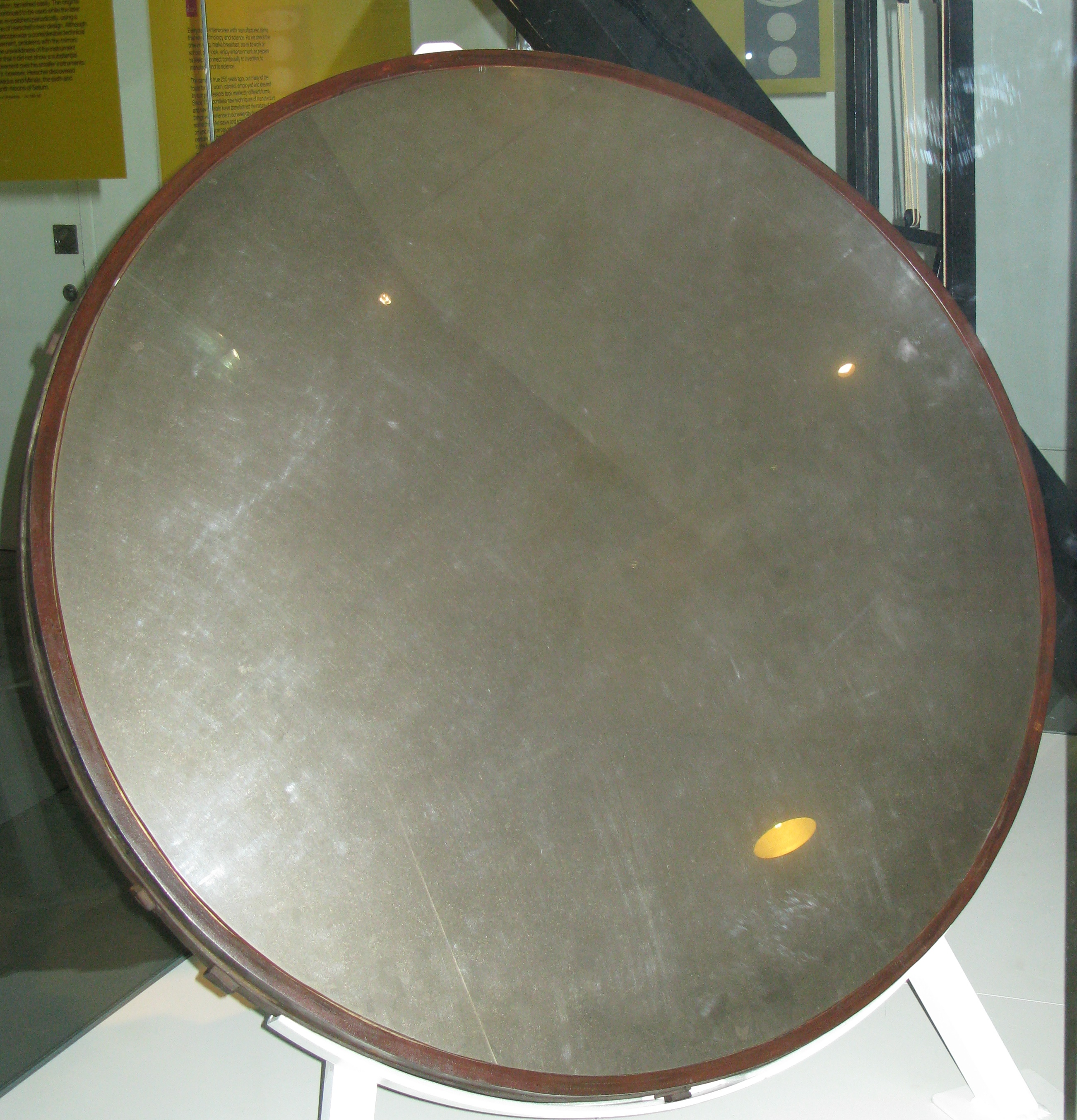
Reflector de metal de espejos de 1.2 m de diámetro fabricado por William Herschel, pieza clave del "telescopio de 40 pies", en el Museo de Ciencias de Londres.

El metal de espejos (también denominado con la expresión de origen latino "speculum metal") es una mezcla de alrededor de dos tercios de cobre con una tercera parte de estaño. La aleación así formada es quebradiza, de color blanquecino y puede ser fácilmente abrillantada para producir una superficie altamente reflectante. Se utilizó históricamente para construir diferentes clases de espejos: desde los dedicados al cuidado personal, hasta los utilizados en los telescopios reflectores. Dejó de utilizarse a mediados del siglo XIX, cuando fue reemplazado por materiales más modernos de mejores características.
Las grandes piezas de metal de los espejos telescópicos son difíciles de fabricar y la aleación es propensa a empañarse, requiriendo frecuentes re-abrillantandos. Aun así, fue la única elección práctica disponible para grandes espejos en equipamiento óptico de alta precisión entre mediados del siglo XVII y mediados del siglo XIX, antes de la invención de la técnica del plateado del vidrio.

## Visión general
Las mezclas de metal de espejos normalmente contienen dos partes de cobre y una parte de estaño, junto con una cantidad pequeña de arsénico, aunque otras mezclas contienen plata, plomo, o zinc. El conocimiento de cómo fabricar un metal de intenso color plateado y muy lustroso, procede de la técnica de fundición de aleaciones de bronce con alto contenido de estaño, que puede datar de hace más de 2000 años en China o que también pudo ser una invención de civilizaciones occidentales. Tales metales se utilizaron en escultura y para hacer espejos más eficaces que los más comunes espejos de bronce de brillo dorado, que perdían su pátina brillante mucho más fácilmente. En aquella época, los espejos de esta aleación o de cualquier metal precioso, eran piezas escasas solo al alcance de los ricos.

## Metal de espejos y telescopios
El metal de espejos encontró una aplicación en la Europa del inicio de la Edad Moderna como la única superficie reflectora adecuada conocida para los espejos de los telescopios reflectores. En contraste con los espejos domésticos, donde la capa de metal reflector es impregnada en la parte posterior de un vidrio plano y cubierta con un barniz protector, la precisión del equipamiento óptico como los telescopios necesita espejos primarios cuyas superficies puedan ser amoladas y abrillantadas con formas complejas, como los reflectores parabólicos. Durante casi 200 años, el metal de espejos fue la única sustancia que podía adecuarse a esta misión. Uno de los diseños más tempranos, el telescopio gregoriano de James Gregory, no pudo ser construido porque Gregory no podía encontrar un artesano capaz de fabricar los complejos espejos de metal speculum necesarios para su diseño.
Isaac Newton fue el primero en construir con éxito un telescopio reflector en 1668. Su primer diseño (que pasó a ser conocido como reflector newtoniano) utilizaba un espejo primario de 33 mm de diámetro, fabricado con una aleación de cobre y estaño de su propia formulación. Newton era consciente de la necesidad de fabricar un reflector de forma parabólica, pero la complejidad de mecanizar esta superficie, le llevó a utilizar sencillamente una forma esférica, solución suficientemente aproximada para radios de curvatura grandes y cuerdas reducidas. La composición del metal de espejos fue refinada más adelante, siendo utilizada en los siglos XVIII y XIX en muchos diseños de telescopios reflectores. La composición ideal era de un 68.21 % de cobre y de un 31.7 % de estaño; más cobre hacía el metal más amarillo, y más estaño hacía el metal de un color más azulado. Proporciones de hasta un 45% de estaño fueron utilizadas para aumentar la resistencia de la aleación a perder el lustre.
El metal de espejos permitía construir telescopios reflectores muy grandes, como el "telescopio de 40 pies" de William Herschel, con 126 cm (49.5 pulgadas) de 1789; o el  "Leviathan de Parsonstown" construido por Lord Rosse en 1845, con 183 cm (72 pulgadas). Sin embargo, los aspectos poco prácticos ligados a las características de la aleación (como su limitado índice de reflexión o el problema de la pérdida de lustre), hizo que la mayoría de los astrónomos prefiriesen telescopios refractores, a pesar de sus menores magnificaciones.
El metal de espejos era muy difícil de fundir y de moldear. Solo reflejaba el 66 por ciento de la luz que recibía, y también tenía la desafortunada propiedad de perder fácilmente el lustre al quedar expuesto a la humedad del aire, requiriendo un constante re-abrillantando para mantener su utilidad. Esto significaba que los espejos de los telescopios tenían que ser constantemente desmontados, abrillantados, y reamoldados a la forma correcta. Esto a veces resultaba muy difícil, teniendo que sustituirse algunos espejos. También requería que hubiera que fabricar dos o más espejos para cada telescopio, de modo que uno podía ser utilizado mientras el otro era abrillantado. El rápido enfriamiento causado por el aire nocturno provocaba considerables tensiones en los grandes espejos de metal, distorsionando su forma y la nitidez de sus imágenes. Lord Rosse dispuso un sistema de palancas ajustables en su espejo de metal de 72 pulgadas, lo que le permitía ajustar su forma para producir una imagen de calidad aceptable.
Entre 1856 y 1857 se mejoró la fabricación de espejos cuando Karl August von Steinheil y Léon Foucault introdujeron el proceso de depositar una capa ultrafina de plata en la superficie frontal de un bloque de vidrio. Los espejos de vidrio plateado supusieron una considerable mejora, dado que la plata refleja un 90 por ciento de la luz que recibe y es mucho menos sensible a la pérdida del brillo que el speculum. Los recubrimientos de plata también pueden ser fácilmente eliminados del vidrio, así que un espejo empañado podría ser plateado de nuevo sin alterar la precisa forma del sustrato de vidrio. El vidrio es también mucho más estable térmicamente que el metal de espejos, manteniendo mejor su forma ante los cambios de temperatura. Esto marcó el fin de los telescopios reflectores de metal de espejos. El último gran reflector fabricado con esta técnica, el Gran Telescopio de Melbourne (con su espejo de 122 cm -48 pulgadas-) fue completado en 1867. 
La era del gran reflector de espejo de vidrio había comenzado, con telescopios como los de Andrew Ainslie Common de 1879 (de 36 pulgadas -91 cm-) y de 1887 (de 60 pulgadas -152 cm-) construidos en Ealing; el telescopio Hale, el primer reflector de investigación con un gran espejo de vidrio moderno de 60 pulgadas (150 cm) instalado en el Observatorio del Monte Wilson en 1908; o el telescopio Hooker de 100 pulgadas (2.5 m), instalado también en el Monte Wilson en 1917.